# 20 vendémiaire
20 jour complémentaire 20 brumaire
Le décadi 20 vendémiaire, officiellement dénommé jour du pressoir est un jour de l'année du calendrier républicain. Il reste 345 jours avant la fin de l'année, 346 en cas d'année sextile.
C'était généralement le 11e jour du mois d'octobre dans le calendrier grégorien.

## Événements
- An VI : 11 octobre 1797
  - bataille de Camperdown (guerre de la Coalition). Victoire navale britannique sur la flotte hollandaise.
- An VIII : 12 octobre 1799
  - Jeanne Labrosse est la première femme à effectuer un saut en parachute, inventé par son mari.
- An XIII : 12 octobre 1804
  - Sur ordre de Napoléon, le préfet de police de Paris Dubois prescrit l'organisation officielle des maisons closes en France.

## Naissances
- An XIII : 12 octobre 1804
  - Charles Louis Spilthoorn, avocat et homme politique belge († 12 septembre 1872).